# Filicrisia allooeciata
Filicrisia allooeciata är en mossdjursart som beskrevs av Liu 200. Filicrisia allooeciata ingår i släktet Filicrisia och familjen Crisiidae. Inga underarter finns listade i Catalogue of Life.